# Emil Glückstadt
Emil Raffael Glückstadt, född 24 augusti 1875, död 23 juni 1923, var en dansk finansman. Han var son till Isak Glückstadt.
Glückstadt övertog efter sin far ledningen för Landmandsbanken, vars utveckling till en början blev mycket expansiv. Alltför vidlyftiga spekulationer under första världskriget undergrävde dock bankens ställning och ledde till en bankkollaps 1922. Glückstadt blev året därpå häktad, misstänkt för oegentligheter i samband med bankkraschen, men avled innan rättegången avslutats.